# Rejon ardatowski
Rejon ardatowski (ros. Ардатовский район, erzja Орданьбуе, moksza Ардатовань аймак) – jednostka administracyjna wchodząca w skład Republiki Mordowii w Rosji.
W granicach rejonu usytuowane są m.in. wsie: Turgieniewo, Bajewo, Kałasjewo, Kieczuszewo, Kurakino, Kuczeniajewo, Łuńgiński Majdan, Nizowka, Oktiabrski, Piksjasi, Riedkodubie, Silino, Urusowo, Czukały, a główną rzeką jest Ałatyr.
W rejonie znajduje się wiele specjalnych obszarów ochrony przyrody m.in.: gaj modrzewiowy (0,2 ha) w Ardatowie (centrum administracyjnym rejonu), gaj dębowy (21 ha) w pobliżu miejscowości Turgieniewo, jezioro Dołgoje na lewym brzegu Ałatyru (miejsce występowania Kotewki) oraz kilkadziesiąt hektarów torfowisk.

## Osoby związane z rejonem
- Stiepan Dmitrijewicz Erzia (ur. 1876, wieś Bajewo) – rzeźbiarz
- Dmitrij Wasiliewicz Woskriesjeński (ur. 1869, wieś Urusowo) – święty Rosyjskiego Kościoła Prawosławnego